# Baix Empordà
Pour l’article homonyme, voir Empordà (homonymie).
Le Baix Empordà (le Bas-Ampurdan en français) est une comarque de la province de Gérone en Catalogne, en Espagne

## Carte
| Anoia Bages Segarra Solsonès Conca de · Barberà Moianès Osona Berguedà Basse · Cerdagne Alt · Urgell Pallars · Sobirà Val d'Aran Alta · Ribagorça Pallars · Jussà Noguera Urgell Pla · d'Urgell Segrià Garrigues Alt · Penedès Baix · Llobregat Barcelonès Vallès · Occidental Maresme Vallès · Oriental Ripollès Garrotxa Alt Empordà Pla de · l'Estany Gironès Selva Baix · Empordà Garraf Baix · Penedès Tarragonès Alt · Camp Baix · Camp Priorat Ribera · d'Ebre Terra · Alta Baix Ebre MontsiàFrance Pyrénées-Orientales Ariège Haute · Garonne Andorre Aragon Communauté valencienneMer Méditerranée |

## Communes
| Commune       | Habitants | Commune                                     | Habitants | Commune                | Habitants |
| ------------- | --------- | ------------------------------------------- | --------- | ---------------------- | --------- |
| Albons        | 588       | Bagur                                       | 3626      | Bellcaire d'Empordà    | 595       |
| Calonge       | 7684      | Castillo de Aro                             | 7691      | Colomers               | 199       |
| Corsá         | 1158      | Cruïlles, Monells i Sant Sadurní de l'Heura | 1150      | Foixà                  | 319       |
| Fontanilles   | 147       | Forallac                                    | 1683      | Garrigoles             | 150       |
| Gualta        | 334       | Jafre                                       | 313       | La Bisbal del Ampurdán | 8288      |
| La Pera       | 398       | La Tallada                                  | 332       | Mont-ras               | 1684      |
| Palafrugell   | 19 195    | Palamós                                     | 15 662    | Palau-sator            | 286       |
| Pals          | 2055      | Parlavà                                     | 358       | Regencós               | 287       |
| Rupià         | 190       | San Felíu de Guixols                        | 18 994    | Santa Cristina d'Aro   | 3206      |
| Serra de Daró | 178       | Torrent                                     | 180       | Torroella de Montgrí   | 9004      |
| Ullà          | 880       | Ullastret                                   | 230       | Ultramort              | 203       |
| Vall-llobrega | 452       | Verges                                      | 1139      | Vilopriu               | 152       |